# KSG SV 07/Union 02 Hamborn
Die Kriegssportgemeinschaft SV Hamborn 07 / Union 02 Hamborn (kurz: KSG SV 07/Union 02 Hamborn) war im Zweiten Weltkrieg von 1943 bis 1945 eine Kriegsspielgemeinschaft der Fußballmannschaften von Hamborn 07 und Union 02 Hamborn. Die Spielgemeinschaft wurde nach Kriegsende wieder aufgelöst.
Die KSG SV 07/Union 02 Hamborn übernahm mit Beginn der Spielzeit 1943/44 den Platz des SV Hamborn 07 in der Gauliga Niederrhein und belegte dort am Ende der Saison den vorletzten Platz. Unabhängig von der KSG waren in der Spielzeit auch noch die Lokalrivalen Gelb-Weiß Hamborn und Vorjahresmeister Westende Hamborn in der Liga vertreten. In der Spielzeit 1944/45 kam der Spielbetrieb nach nur einem Spieltag zum Erliegen.